# Coupe des Nations de beach soccer
La Coupe des Nations de beach soccer (en portugais : Copa das Nações) est une compétition internationale, créée en 2007, ouverte aux sélections masculines de beach soccer.

## Histoire
Lors de la première édition en 2007, le Brésil bat la France (9-2) après être venu à bout du Pérou (9-2) et du Mexique (8-0) et remporte la première Coupe des Nations, qui s'est à Guarujá, sans perdre un match.
En janvier 2013 se tient la deuxième édition de la Coupe des Nations, le Brésil affronte la Suisse, la Hollande ainsi que le Mexique. Les brésiliens remportent à nouveau la compétition et dédient leur victoire aux victimes de l'incendie dans une discothèque dans la ville de Santa Maria tuant plusieurs centaines de personnes survenu un peu plus tôt,

## Règlement
Le tournoi se joue sous la forme d'un championnat. Chacune des 4 nations se rencontrent et se voit attribuer des points comme ceci :
- Victoire dans le temps réglementaire : 3 points
- Victoire après prolongation ou tirs-au-but : 2 points
- Défaite après prolongation ou tirs-au-but : 1 point
- Défaite dans le temps réglementaire : 0 points

## Palmarès

### Par édition
| # | Édition   | Lieu    | Vainqueur | 2e       | 3e       | 4e      |
| - | --------- | ------- | --------- | -------- | -------- | ------- |
| 1 | 2007      | Guarujá | Brésil    |          |          |         |
| 2 | janv 2013 | Santos  | Brésil    | Suisse   | Pays-Bas | Mexique |
| 3 | dec 2013  | Recife  | Brésil    | Portugal | Suisse   | Uruguay |

### Trophées individuels
| Édition   | Meilleur joueur | Meilleur buteur | Meilleur buteur | Meilleur gardien |
| Édition   | Meilleur joueur | Nom             | Nbr             | Meilleur gardien |
| --------- | --------------- | --------------- | --------------- | ---------------- |
| 2007      |                 |                 |                 |                  |
| janv 2013 | Daniel Zidane   | Bruno Xavier    | 6 buts          | Leandro Fanta    |
| dec 2013  | Mauricinho      | Jordan          | 5 buts          | Mão              |

## Sponsors et partenaires
En janvier 2013, la Coupe des Nations est parrainé par Ariel, Chevrolet, Dolly, Azul Brazilian Airlines, Nike, Sedex, Caixa Geral de Depósitos, Rexona et OLX.